# Lanza (famiglia)

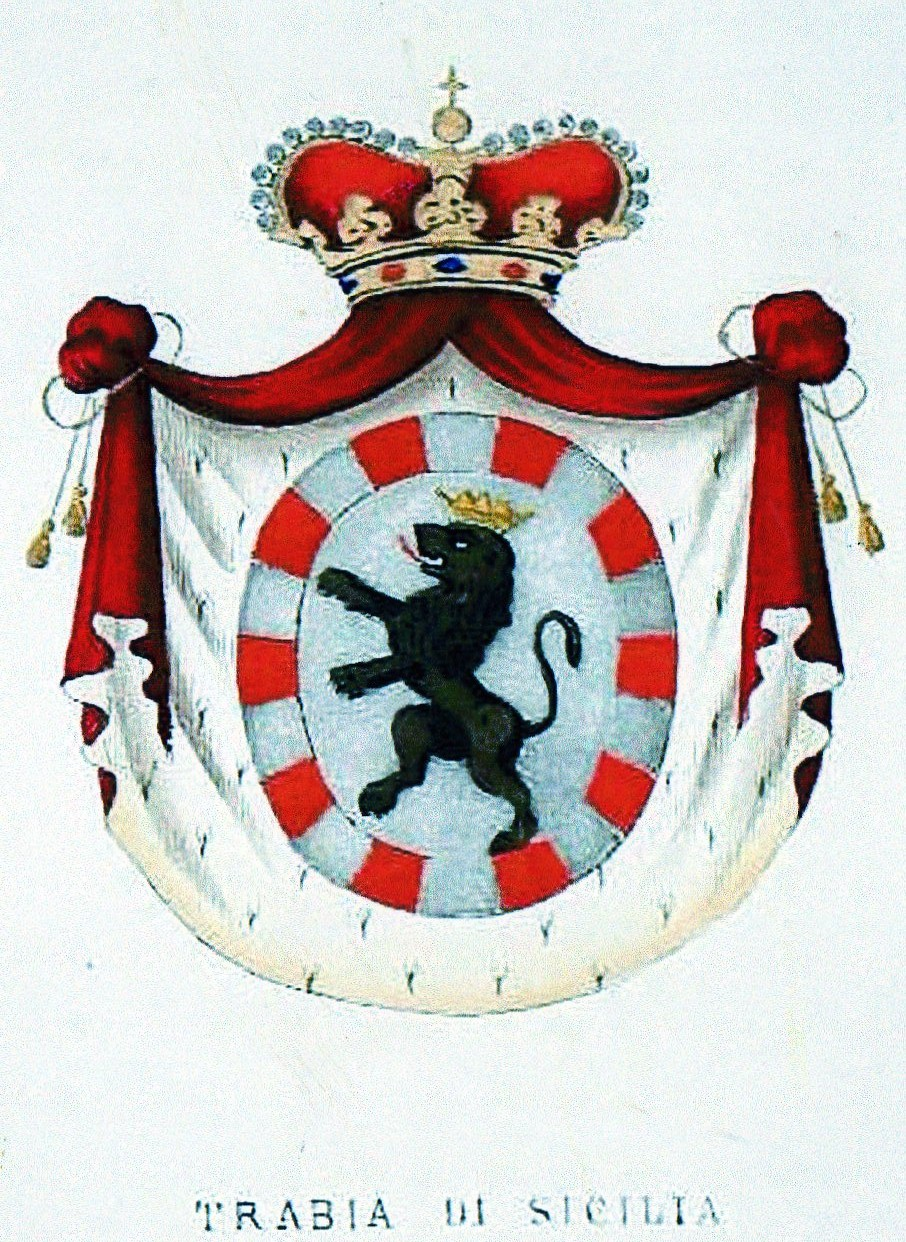
Stemma principesco di Casa Lanza

I Lanza Branciforte, noti semplicemente come Lanza, sono una famiglia nobile italiana originatasi in Sicilia nel XV secolo. Derivata da un ramo cadetto dei Lancia dei Baroni di Longi, di origine aleramica, rappresenta una delle maggiori dinastie dell'aristocrazia siciliana.
Questo casato, fu nei secoli al vertice del potere politico ed economico nell'isola, avendo i suoi esponenti ricoperto le più alte cariche istituzionali, civili e militari, del Regno di Sicilia. Estintosi il ramo primogenito dei Principi di Trabia nella prima metà del XX secolo, la famiglia Lanza Branciforte è rappresentata dalla linea collaterale dei Principi Lanza di Scalea.

## Storia

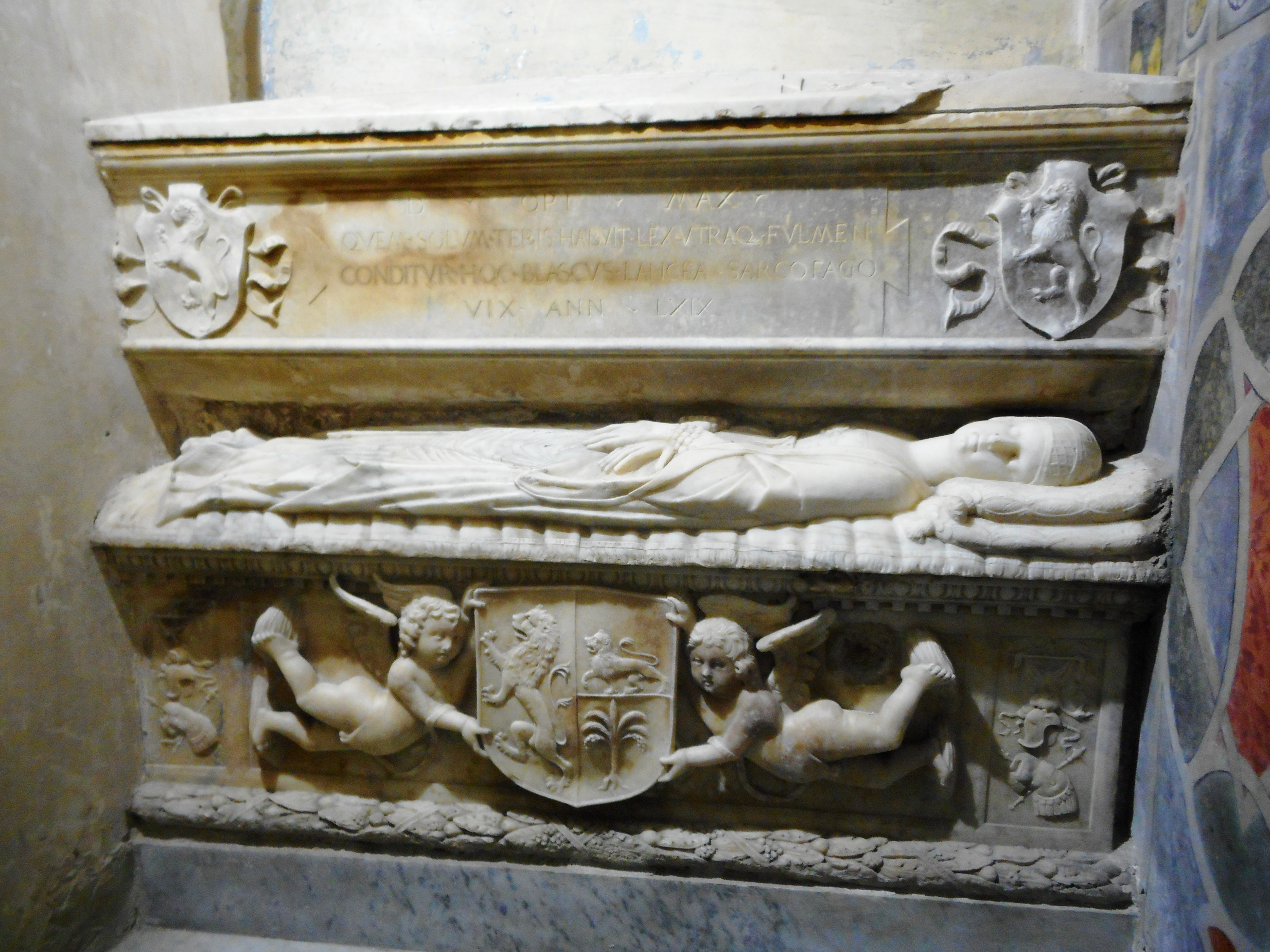
Tomba di Blasco Lanza e della nipote Laura, baronessa di Carini, nella cripta di famiglia in Santa Cita a Palermo. Gli stemmi recano i leoni antichi dei Lancia

Capostipite accertato del casato fu Blasco Lanza (1466-1535), avvocato catanese appartenente a un ramo cadetto della nobile famiglia Lancia dei Baroni di Longi. La sua discendenza dai Lancia venne negata da Mario Cutelli, del pari insigne giurista catanese di un secolo più tardi, che lo disse figlio di un oscuro scrivano cresciuto dai Domenicani. Divenne feudatario con l'acquisizione della terra di Trabia, nel Val di Mazara (1498), e della baronia di Castania, nel Val Demone (1507), ambedue possessi pervenuti in dote jure uxoris. Sulla terra di Trabia ebbe investitura col titolo di barone con privilegio dato dal re Ferdinando II d'Aragona il 14 novembre 1509, reso esecutivo dall'11 giugno 1510. Fu per due volte deputato del Regno (1508 e 1514) e regio consigliere dal 1517.
A Blasco succedette nei titoli e nei feudi il figlio Cesare Lanza Tornabene, II barone di Trabia († 1593), nato dalla sua seconda unione. Detto Cesare, fu mastroportulano (1537), governatore della Compagnia della Carità di Palermo (1546), ambasciatore a Palermo dell'imperatore Carlo V d'Asburgo, che servì nelle sue guerre in Germania, nella Spedizione di Algeri e all'Assedio di Vienna (dal 1548), e per quattro volte pretore di Palermo (1548, 1555, 1556 e 1560). Nel 1549 acquistò la terra e il castello di Mussomeli, nel Val di Mazara, su cui ebbe investitura del titolo di conte per privilegio dato l'11 gennaio 1564 dal re Filippo II di Spagna, esecutoriato il 27 novembre, per i servigi militari resi all'Imperatore Carlo V di suo padre. Padre di nove figli, avuti da due diverse unioni, gli succedette nei titoli e nei feudi il maggiore dei suoi figli di secondo letto, Ottavio Lanza de Centelles, II conte di Mussomeli (1547-1617), che fu vicario generale e capitano generale delle armi del Regno di Sicilia, il quale per privilegio dato il 22 luglio 1601 dal re Filippo III di Spagna, esecutoriato il 13 novembre del medesimo anno, ebbe concessione del titolo di I principe di Trabia. Dalla sua unione con la nobildonna Giovanna Orteca Gioeni Paternò dei baroni di Valcorrente, ebbe quattro figli, tra cui Lorenzo, III conte di Mussomeli († 1612), che essendogli premorto non poté succedergli nel possesso dei titoli e dei feudi di famiglia, di cui alla sua morte prese possesso il nipote Ottavio. Un altro figlio del Conte Cesare fu Blasco, sacerdote e probabilmente cavaliere gerosolimitano dal 1557.
Ottavio Lanza Barrese, II principe di Trabia († 1675), fu deputato del Regno di Sicilia e vicario generale a Sciacca nel 1647. Sposò Giovanna Lucchese Spinola, II duchessa di Camastra, ultima discendente di un ramo della famiglia Lucchese Palli, e attraverso questa unione gli pervennero in dote il Ducato di Camastra e la Contea di Sommatino. Da questa unione nacquero cinque figli tra cui: Lorenzo, V conte di Mussomeli († 1660); Giuseppe, III duca di Camastra († 1708), che fu militare, deputato del Regno di Sicilia (1668), capitano di giustizia (1672) e pretore di Palermo (1679), vicario generale di Siracusa, Augusta e Terranova (1676) e del Val di Noto e del Val Demone (1693); Giacomo († 1710), investito del titolo di I principe di Lanza per privilegio dato nel 1677; Cesare, cavaliere dell'Ordine militare di Calatrava, III principe di Buonfornello dal 1684, titolo acquisito dal matrimonio con Anna Bellacera Giglio, vedova di Blasco Alliata Galletti, che non lasciò discendenza. Attraverso Giuseppe, che sposò in prime nozze Maria Gomez de Silveira Ferreri, i Lanza acquisirono per successione nel 1675 il possesso del Principato di Santo Stefano e delle baronie di Pettineo e Migaudo. Il primogenito Lorenzo, che sposò Luisa Moncada Gaetani dei Principi di Paternò, generò due figli, Giovanna e Ottavio, III principe di Trabia († 1720), che fu deputato del Regno di Sicilia (1680). Detto Ottavio, nel 1713, in qualità di pari del Regno, accolse il duca Vittorio Amedeo II di Savoia a Palermo per l'incoronazione regia. Sposò Lucrezia Reggio Saladino dei Principi di Campofiorito, da cui ebbe quattro figli, di cui suo successore nei titoli e nei feudi fu Ignazio, IV principe di Trabia (1693-1753), che fu capitano di giustizia (1717) e pretore di Palermo (1739), deputato del Regno di Sicilia (1723) e consigliere aulico dell'Imperatore Carlo VI dal 1720. Sposò la cugina Giovanna Lanza Castello, unica figlia ed erede dello zio paterno Giuseppe, duca di Camastra, che gli portò in dote il Principato di Santo Stefano e il Ducato di Camastra, e lo rese padre di quattro figli, tra cui Giuseppe, V principe di Trabia, e Antonino (1728-1775), chierico teatino che fu vescovo di Girgenti.
Giuseppe Lanza e Lanza, V principe di Trabia (1719-1783), fu capitano di giustizia (1762-64) e pretore di Palermo (1768-80), vicario generale per la lotta al banditismo (dal 1767), deputato del Regno di Sicilia (1778-80), maestroportulano, protomedico e presidente del Real Patrimonio, ambasciatore del Senato di Palermo al Re Carlo III e gentiluomo di camera con esercizio del Re di Napoli e Sicilia. Ebbe sette figli, nati dal secondo matrimonio con Orietta Stella Valguarnera dei Duchi di Mirto, di cui il primogenito Ignazio, VI principe di Trabia (1758-1784), governatore della Compagnia della Pace di Palermo (1779), al quale, morto senza lasciare discendenza, succedette nei titoli e nei feudi di famiglia il fratello minore Pietro, VII principe di Trabia (1759-1811), investito nel 1789, che fu capitano di giustizia di Palermo (1792), segretario di Stato e maestro di corte del Re di Napoli e Sicilia. Detto Pietro, sposò Anna Maria Branciforte Valguarnera dei Principi di Scordia, che lo rese padre di cinque figli.
Giuseppe Lanza Branciforte, VIII principe di Trabia (1780-1855), figlio di Pietro, insigne archeologo e collezionista, fu pari del Regno di Sicilia (1812 e 1848) e ministro degli Affari Ecclesiastici del Regno delle Due Sicilie (1841-48). Sposò Stefania Branciforte e Branciforte dei Principi di Butera e Scordia, ultima discendente del suo casato, e attraverso questa unione che gli diede sei figli, tutti i titoli e i beni della famiglia Branciforte pervennero in dote ai Principi di Trabia, i cui membri da allora assunsero il doppio cognome Lanza Branciforte. Il primogenito Pietro Lanza Branciforte, IX principe di Trabia (1807-1855), storico, fu pretore di Palermo (1835, 1837 e 1848) e ministro dei Lavori Pubblici e poi degli Esteri del governo provvisorio della Sicilia (1848-49), morto in esilio in Francia. Sposò la nobildonna napoletana Eleonora Spinelli Caracciolo, principessa di Scalea e duchessa di Misuraca, ultima discendente del suo casato che gli portò in dote tutti i suoi titoli e beni di cui fu erede, e con la quale procreò sei figli, tra cui Francesco (1834-1919) da cui ebbe origine il ramo cadetto dei Principi di Scalea, e Stefania (1842-1925), che fu dama di palazzo della Regina Margherita.
I titoli della famiglia Lanza Branciforte dei Principi di Trabia ottennero legale riconoscimento dal Regno d'Italia con decreto ministeriale del 5 maggio 1899 a Pietro Lanza Branciforte Galeotti, XI principe di Trabia (1868-1929), figlio di Giuseppe, X principe di Trabia (1833-1868). Detto Pietro, fu consigliere comunale di Palermo, deputato e senatore al parlamento nazionale tra le legislature XVIII e XXVIII. Fu padre di Giuseppe, principe di Scordia (1889-1927), più volte deputato, Ignazio (1890-1917) e Manfredi (1894-1918), questi ultimi tenenti del Regio Esercito nella Prima guerra mondiale, in cui ottennero la Medaglia d'argento al valor militare. Essendo costoro premorti celibi al padre, e senza lasciare legittima discendenza, al Principe Pietro succedette nei titoli il fratello minore Ottavio.
Ottavio Lanza Branciforte Galeotti, XII principe di Trabia (1863-1938), creato Duca Lanza Branciforte con Regio Decreto motu proprio del 9 marzo 1905, e Regie lettere patenti del 21 dicembre dello stesso anno, fu ufficiale del Regio Esercito e senatore del Regno d'Italia nella XXIX legislatura. Non avendo ottenuto discendenza dal suo matrimonio con la nobildonna francese Rose-Blanche Rose Ney d'Elchingen dei Duchi d'Elchingen, alla sua morte tutti i titoli passarono ai membri del ramo cadetto dei Principi Lanza di Scalea.

## Rami cadetti
Principi Lanza
Giacomo Lanza Lucchese († 1710), figlio terzogenito di Ottavio, II principe di Trabia, ebbe concesso dal re Carlo III di Spagna con privilegio dato il 29 marzo 1677, esecutoriato il 6 luglio, il titolo di principe sul proprio cognome. Capitano di giustizia di Palermo nel 1687, sposò in prime nozze Caterina Joppolo Gianguercio dei Duchi di San Biagio, e in seconde nozze Isabella Lo Porto Ortolano, marchesa di Alimena e vedova di Antonio Alimena Colnago. Fu padre di Ottavio, II principe Lanza († 1718), natogli dalla prima unione, il quale dalla consorte Oliva Schittini Galletti dei Marchesi di Sant'Elia, ebbe i figli Giacomo e Antonino.
Antonino Lanza Schittini, III principe Lanza (1698-1775), succedette al padre per rinuncia fatta dal fratello Giacomo, che si diede al sacerdozio, e prese investitura del titolo il 20 settembre 1737. Governatore del Monte della Pietà di Palermo (1752, 1753 e 1767), da parte materna ereditò i titoli di Principe di Ventimiglia (1739), di Marchese di Sant'Elia e di Barone e Signore di Calamigna (1740). Sposò Emanuela San Martino Ramondetta dei Duchi di Montalbo, da cui nacquero Salvatore, IV principe Lanza (1744-1817), che fu senatore di Palermo nel 1781 e nel 1782, e Giovanni (1746-?). Dal Principe Salvatore e dalla consorte Marianna Ventimiglia Notarbartolo dei Principi di Grammonte, nacquero Antonio e Giovanni, V principe Lanza (1799-1868), che fu maggiordomo di settimana del Re delle Due Sicilie e letterato, con i quali probabilmente si estinse questo ramo.
Principi Lanza di Scalea
Il ramo dei Principi di Scalea ebbe origine con Francesco Lanza Branciforte Spinelli (1834-1919), figlio secondogenito di Pietro, IX principe di Trabia, che fu deputato nelle legislature IX e X, e senatore del Regno d'Italia nella XV legislatura. Detto Francesco, ebbe concessione del titolo di Principe Lanza di Scalea con diploma dato dal re Vittorio Emanuele III d'Italia il 14 agosto 1911. Sposato con Rosa Mastrogiovanni Tasca dei Conti d'Almerita, ebbe cinque figli, Pietro, Eleonora, Lucio, Giuseppe e Nicola. Il primogenito Pietro, II principe Lanza di Scalea (1863-1938), fu importante esponente politico, che ricoprì le cariche di deputato e poi senatore del Regno d'Italia tra le legislature XX e XXIX, di sottosegretario agli Esteri (1906 e 1909-10) e di ministro della Guerra (1922) e poi delle colonie (1924-26); il terzogenito Giuseppe (1870-1929), fu sindaco di Palermo (1920-24) e senatore del Regno d'Italia nelle legislature XXVII e XXVIII; il più giovane, Nicola (1875-1934), fu creato I principe di Deliella con Regie lettere patenti del 12 agosto 1895.
Il Principe Pietro nel 1887 sposò Dorotea Fardella Paternò Castello, baronessa di Moxharta, da cui ebbe sei figli, di cui l'unico maschio fu il primogenito Francesco Giuseppe, III principe Lanza di Scalea (1890-1954), che a seguito della estinzione della linea primogeniale dei Principi di Trabia avvenuta nel 1938 con la morte senza discendenti del principe Ottavio Lanza Branciforte Galeotti, divenne titolare di tutti i titoli della famiglia Lanza Branciforte. Detto Francesco Giuseppe, nel 1936 sposò Teresa De Luca, da cui ebbe quattro figli, e dai discendenti di costui è rappresentato il casato dei Lanza Branciforte.
Principi di Mirto
Il ramo deriva da Ignazio Lanza Branciforte, conte di Sommatino (1781-1837), figlio di Pietro, VII principe di Trabia, che nel 1830 sposò Vittoria Filangieri Pignatelli, principessa di Mirto, ed ultima erede del ramo siciliano dei Filangieri della linea dei Principi di Mirto e dei Conti di San Marco, che portò in dote ai Lanza i titoli e i feudi del suo casato. Detto Ignazio fu cavaliere gerosolimitano, gentiluomo di camera del Re delle Due Sicilie, e pretore di Palermo fino al 1833.
Gli esponenti di questo ramo si cognomarono Lanza Filangeri a partire da Giuseppe Antonio, VIII principe di Mirto (1835-1902), figlio di Ignazio, che ottenne l'autorizzazione per sé e per i propri discendenti ad aggiungere il cognome materno con Regio Decreto del 12 agosto 1900.
Si estinse nella persona di Stefano Lanza Filangieri, X principe di Mirto (1895-1968), che fu deputato all'Assemblea Regionale Siciliana e senatore della I legislatura della Repubblica Italiana, poiché non ebbe eredi dalla consorte Amalia Falletti di Villafalletto dei Conti di Villafalletto (1896-1977).
Marchesi Lanza d'Ajeta
Questo ramo ebbe origine dai discendenti di Blasco Lanza Branciforte Spinelli, figlio cadetto di Pietro, IX principe di Trabia. Padre di Pietro (1879-1930) e di Giuseppe (1880-1945), avuti dalla consorte Teresa Notarbartolo Fardella dei Duchi di Villarosa, il nipote Blasco (1907-1969), figlio di Giuseppe, fu un diplomatico e con Regio Decreto del 21 aprile 1927 ebbe concesso motu proprio il titolo di Marchese Lanza d'Ajeta con predicato sul cognome.
Conti Lanza
Il ramo ebbe origine con Emanuele Lanza Branciforte Filangieri, conte di Mazzarino (1827-1876), figlio cadetto di Giuseppe, VIII principe di Trabia, che sposatosi con Olivia Mantegna Alliata dei Principi di Gangi, ebbe Giuseppe (1866-1949), cavaliere d'onore e devozione del Sovrano Militare Ordine di Malta, il quale ebbe riconoscimento con Decreto Ministeriale del 29 marzo 1898 del titolo di Conte Lanza, in precedenza appartenuto al prozio Francesco Lanza Branciforte Filangieri, fratello del nonno paterno, che lo ebbe in concessione con Regio diploma del 26 maggio 1855. Giuseppe Lanza Branciforte Mantegna nel 1888 sposò Luisa Sarah Ruffo dei Principi di Sant'Antimo, da cui ebbe l'unico figlio Emanuele (1890-1932), il quale a sua volta sposò nel 1910 la milanese Anna Brambilla, da cui ebbe quattro figli, tra cui Giovanni, II conte Lanza (1911-1989) e Giuseppe Fabrizio, conte di Assoro (1896-1976), che fu senatore della Repubblica Italiana nella I legislatura, attraverso i cui discendenti il ramo è fiorente.
Attraverso il matrimonio di Giuseppe Fabrizio con Donna Conchita Ramirez y Camacho, i Lanza detengono il marchesato di Villa Urrutia, nel Regno di Spagna. Il titolo venne concesso per la prima volta a Venceslao Ramírez, politico e diplomatico spagnolo, nel 1913. Attuale marchesa è Donna Fabrizia Lanza di Mazzarino e Mastrogiovanni Tasca d'Almerita (n. 1961).
A questo ramo appartiene pure il musicologo Gioacchino Lanza Tomasi (1934-2023), terzogenito di Giuseppe Fabrizio, che per adozione dello scrittore Giuseppe Tomasi di Lampedusa, nel 1957 assunse quello del Tomasi come secondo cognome.

## Titoli
- Principe di Trabia
- Principe di Butera
- Principe di Campofiorito
- Principe di Catena
- Principe di Pietraperzia
- Principe di Santo Stefano di Mistretta
- Principe di Scalea
- Principe di Scordia
- Duca di Branciforte
- Duca di Camastra
- Duca di Santa Lucia
- Duca Lanza Branciforte
- Marchese della Ginestra
- Marchese di Barrafranca
- Marchese di Militello
- Marchese di Misuraca (con i predicati di Aieta, Saracena, Morano e Santa Domenica)
- Conte di Mazzarino
- Conte di Mussomeli
- Conte di Raccuja
- Conte di Sommatino
- Barone del Biviere di Lentini
- Barone di Dorilli
- Barone di Fontana Murata
- Barone di Imbrici
- Barone di Rigiulfo
- Barone di Valguarnera Radali
- Signore di Ajeta
- Signore di Dammisa
- Signore di Morana
- Signore di Occhiolà
- Signore di Santa Domenica
- Signore di Santa Maria di Niscemi
- Signore di Saracena
- Grande di Spagna

## Armi
- Lanza Branciforte dei Principi di Trabia: d'oro, con un leone coronato di nero, armato e lampassato di rosso, e la bordura composta d'argento e di rosso.[10] Corona di principe e mantello di velluto scarlatto foderato d'ermellino.[10]
- Lanza Branciforte nobili dei Principi di Trabia: d'oro al leone coronato di nero, linguato di rosso, colla bordura composta di argento e di rosso e con la spezzatura di un lambello d'azzurro che sormonta il leone.
- Lanza Branciforte dei Principi di Scalea e di Deliella: di oro, al leone coronato di nero, linguato di rosso, sormontato dalla spezzatura di un lambello di rosso, con la bordura composta d'argento e di rosso.

## Albero genealogico
I linea dei Lanza dei Baroni di Trabia e Conti di Mussomeli
|           |           |                                                                  |                                                                  |                                                                   |                                                                   | |                                                      | | |                                     |                                     |                                                       |                                                       |                    |                    |                      |                      |
|           |           |                                                                  |                                                                  |                                                                   |                                                                   | Blasco, I barone di Trabia (1466-1535) I Aloisia di Bartolomeo, II Laura Tornabene Paternò, baronessa di Castania |                                                      | | |                                     |                                     |                                                       |                                                       |                    |                    |                      |                      |
|           |           |                                                                  |                                                                  |                                                                   |                                                                   | |                                                      | | |                                     |                                     |                                                       |                                                       |                    |                    |                      |                      |
|           |           |                                                                  |                                                                  |                                                                   |                                                                   | |                                                      | | |                                     |                                     |                                                       |                                                       |                    |                    |                      |                      |
|           |           | I Antonia Salvatore Mastrantonio, barone di Aci                  | I Antonia Salvatore Mastrantonio, barone di Aci                  | I Giovanna Ercole Statella Caruso, barone di Spaccaforno          | I Giovanna Ercole Statella Caruso, barone di Spaccaforno          | II Manfredi | II Manfredi                                          | II Cesare, II barone di Trabia e I conte di Mussomeli († 1593) I Lucrezia Gaetani Bonaiuti, II Castellana de Centelles Branciforte | II Cesare, II barone di Trabia e I conte di Mussomeli († 1593) I Lucrezia Gaetani Bonaiuti, II Castellana de Centelles Branciforte | II Agata Giovanni Antonio Squillace | II Agata Giovanni Antonio Squillace |                                                       |                                                       |                    |                    |                      |                      |
|           |           |                                                                  |                                                                  |                                                                   |                                                                   | |                                                      | | |                                     |                                     |                                                       |                                                       |                    |                    |                      |                      |
|           |           |                                                                  |                                                                  |                                                                   |                                                                   | |                                                      | | |                                     |                                     |                                                       |                                                       |                    |                    |                      |                      |
| I Antonio | I Antonio | I Laura (1529-1563) Vincenzo La Grua Talamanca, barone di Carini | I Laura (1529-1563) Vincenzo La Grua Talamanca, barone di Carini | I Giovanna († 1560) Niccolò Branciforte Moncada, conte di Raccuja | I Giovanna († 1560) Niccolò Branciforte Moncada, conte di Raccuja | II Diana Ponzio Valguarnera de Luna, conte di Assoro                                                              | II Diana Ponzio Valguarnera de Luna, conte di Assoro | II Ottavio, III barone di Trabia e II conte di Mussomeli(1547-1617) Giovanna Orteca Gioeni                                         | II Ottavio, III barone di Trabia e II conte di Mussomeli(1547-1617) Giovanna Orteca Gioeni                                         | II Giovanni Luisa Lancia            | II Giovanni Luisa Lancia            | II Margherita Girolamo Filangieri, conte di San Marco | II Margherita Girolamo Filangieri, conte di San Marco | II Brigida, monaca | II Brigida, monaca | II Blasco, sacerdote | II Blasco, sacerdote |
|           |           |                                                                  |                                                                  |                                                                   |                                                                   | |                                                      | | |                                     |                                     |                                                       |                                                       |                    |                    |                      |                      |
|           |           |                                                                  |                                                                  |                                                                   |                                                                   | |                                                      | | |                                     |                                     |                                                       |                                                       |                    |                    |                      |                      |
|           |           |                                                                  |                                                                  |                                                                   |                                                                   | |                                                      | Linea dei Principi di Trabia · | |                                     |                                     |                                                       |                                                       |                    |                    |                      |                      |

II linea dei Lanza dei Principi di Trabia
|                      |                      |                     |                     |                                                         |                                                         |                                                                          |                                                                          |                                                                   |                                                                   |                                                                                   |                                                                                   |                                                                        |                                      |                                                     |                                                     |                                                                                 |                                                                                 |                                                            |                                                                  |                                                                           |                                                                           |                                                                                  |                                                                                              |                                                                                              |                                                                     | | | | | |                                                              |                                                                   |                                                                   |                  |        |        |
|                      |                      |                     |                     |                                                         |                                                         |                                                                          |                                                                          |                                                                   |                                                                   |                                                                                   |                                                                                   |                                                                        |                                      |                                                     |                                                     |                                                                                 |                                                                                 |                                                            |                                                                  |                                                                           |                                                                           |                                                                                  |                                                                                              |                                                                                              |                                                                     | | | Ottavio, I principe di Trabia(1547-1617) Giovanna Orteca Gioeni                                                                  | | |                                                              |                                                                   |                                                                   |                  |        |        |
|                      |                      |                     |                     |                                                         |                                                         |                                                                          |                                                                          |                                                                   |                                                                   |                                                                                   |                                                                                   |                                                                        |                                      |                                                     |                                                     |                                                                                 |                                                                                 |                                                            |                                                                  |                                                                           |                                                                           |                                                                                  |                                                                                              |                                                                                              |                                                                     | | | | | |                                                              |                                                                   |                                                                   |                  |        |        |
|                      |                      |                     |                     |                                                         |                                                         |                                                                          |                                                                          |                                                                   |                                                                   |                                                                                   |                                                                                   |                                                                        |                                      |                                                     |                                                     |                                                                                 |                                                                                 |                                                            |                                                                  |                                                                           |                                                                           |                                                                                  |                                                                                              |                                                                                              |                                                                     | | | | | |                                                              |                                                                   |                                                                   |                  |        |        |
|                      |                      |                     |                     |                                                         |                                                         |                                                                          |                                                                          |                                                                   |                                                                   |                                                                                   |                                                                                   |                                                                        |                                      |                                                     |                                                     |                                                                                 |                                                                                 |                                                            |                                                                  |                                                                           |                                                                           |                                                                                  |                                                                                              |                                                                                              | Lorenzo, III conte di Mussomeli († 1612) Elisabetta Barrese Colonna | Lorenzo, III conte di Mussomeli († 1612) Elisabetta Barrese Colonna                                            | Agata | Agata | Pietro | Pietro | Cesare                                                       | Cesare                                                            |                                                                   |                  |        |        |
|                      |                      |                     |                     |                                                         |                                                         |                                                                          |                                                                          |                                                                   |                                                                   |                                                                                   |                                                                                   |                                                                        |                                      |                                                     |                                                     |                                                                                 |                                                                                 |                                                            |                                                                  |                                                                           |                                                                           |                                                                                  |                                                                                              |                                                                                              |                                                                     | | | | | |                                                              |                                                                   |                                                                   |                  |        |        |
|                      |                      |                     |                     |                                                         |                                                         |                                                                          |                                                                          |                                                                   |                                                                   |                                                                                   |                                                                                   |                                                                        |                                      |                                                     |                                                     |                                                                                 |                                                                                 |                                                            |                                                                  |                                                                           |                                                                           |                                                                                  |                                                                                              |                                                                                              |                                                                     | | | | | |                                                              |                                                                   |                                                                   |                  |        |        |
|                      |                      |                     |                     |                                                         |                                                         |                                                                          |                                                                          |                                                                   |                                                                   |                                                                                   |                                                                                   |                                                                        |                                      |                                                     |                                                     |                                                                                 |                                                                                 |                                                            |                                                                  |                                                                           |                                                                           |                                                                                  |                                                                                              | Giovanna († 1648) Vincenzo Filangieri de Spucches                                            | Giovanna († 1648) Vincenzo Filangieri de Spucches                   | Ottavio, II principe di Trabia († 1675) Giovanna Lucchese Spinola, duchessa di Camastra                        | Ottavio, II principe di Trabia († 1675) Giovanna Lucchese Spinola, duchessa di Camastra                        | | | |                                                              |                                                                   |                                                                   |                  |        |        |
|                      |                      |                     |                     |                                                         |                                                         |                                                                          |                                                                          |                                                                   |                                                                   |                                                                                   |                                                                                   |                                                                        |                                      |                                                     |                                                     |                                                                                 |                                                                                 |                                                            |                                                                  |                                                                           |                                                                           |                                                                                  |                                                                                              |                                                                                              |                                                                     | | | | | |                                                              |                                                                   |                                                                   |                  |        |        |
|                      |                      |                     |                     |                                                         |                                                         |                                                                          |                                                                          |                                                                   |                                                                   |                                                                                   |                                                                                   |                                                                        |                                      |                                                     |                                                     |                                                                                 |                                                                                 |                                                            |                                                                  |                                                                           |                                                                           |                                                                                  |                                                                                              |                                                                                              |                                                                     | | | | | |                                                              |                                                                   |                                                                   |                  |        |        |
|                      |                      |                     |                     |                                                         |                                                         |                                                                          |                                                                          |                                                                   |                                                                   |                                                                                   |                                                                                   |                                                                        |                                      |                                                     |                                                     |                                                                                 |                                                                                 |                                                            |                                                                  |                                                                           |                                                                           | Elisabetta Francesco Montaperto Bonanno, principe di Raffadali                   | Elisabetta Francesco Montaperto Bonanno, principe di Raffadali                               | Cesare, principe di Buonfornello Anna Bellacera Giglio                                       | Cesare, principe di Buonfornello Anna Bellacera Giglio              | Giacomo, I principe Lanza († 1710) I Caterina Joppolo Gianguercio, II Isabella Lo Porto Ortolano               | Giacomo, I principe Lanza († 1710) I Caterina Joppolo Gianguercio, II Isabella Lo Porto Ortolano               | Giuseppe, III duca di Camastra († 1708) I Maria Gomez de Silveira, principessa di Santo Stefano, II Melchiorra Castello Marchese | Giuseppe, III duca di Camastra († 1708) I Maria Gomez de Silveira, principessa di Santo Stefano, II Melchiorra Castello Marchese | | Lorenzo, V conte di Mussomeli († 1660) Luisa Moncada Gaetani | Lorenzo, V conte di Mussomeli († 1660) Luisa Moncada Gaetani      |                                                                   |                  |        |        |
|                      |                      |                     |                     |                                                         |                                                         |                                                                          |                                                                          |                                                                   |                                                                   |                                                                                   |                                                                                   |                                                                        |                                      |                                                     |                                                     |                                                                                 |                                                                                 |                                                            |                                                                  |                                                                           |                                                                           |                                                                                  |                                                                                              |                                                                                              |                                                                     | | | | | |                                                              |                                                                   |                                                                   |                  |        |        |
|                      |                      |                     |                     |                                                         |                                                         |                                                                          |                                                                          |                                                                   |                                                                   |                                                                                   |                                                                                   |                                                                        |                                      |                                                     |                                                     |                                                                                 |                                                                                 |                                                            |                                                                  |                                                                           |                                                                           |                                                                                  |                                                                                              |                                                                                              |                                                                     | | | | | |                                                              |                                                                   |                                                                   |                  |        |        |
|                      |                      |                     |                     |                                                         |                                                         |                                                                          |                                                                          |                                                                   |                                                                   |                                                                                   |                                                                                   |                                                                        |                                      |                                                     |                                                     |                                                                                 |                                                                                 |                                                            |                                                                  |                                                                           |                                                                           |                                                                                  |                                                                                              |                                                                                              |                                                                     | Ramo dei Principi Lanza                                                                                        | Ramo dei Principi Lanza                                                                                        | Giovanna, III principessa di Santo Stefano e IV duchessa di Camastra(† 1753) Ignazio Lanza Reggio, principe di Trabia            | Giovanna, III principessa di Santo Stefano e IV duchessa di Camastra(† 1753) Ignazio Lanza Reggio, principe di Trabia            | Giovanna Francesco Ruffo, principe della Motta San Giovanni                                                             | Giovanna Francesco Ruffo, principe della Motta San Giovanni  | Ottavio, III principe di Trabia († 1720) Lucrezia Reggio Saladino | Ottavio, III principe di Trabia († 1720) Lucrezia Reggio Saladino |                  |        |        |
|                      |                      |                     |                     |                                                         |                                                         |                                                                          |                                                                          |                                                                   |                                                                   |                                                                                   |                                                                                   |                                                                        |                                      |                                                     |                                                     |                                                                                 |                                                                                 |                                                            |                                                                  |                                                                           |                                                                           |                                                                                  |                                                                                              |                                                                                              |                                                                     | | | | | |                                                              |                                                                   |                                                                   |                  |        |        |
|                      |                      |                     |                     |                                                         |                                                         |                                                                          |                                                                          |                                                                   |                                                                   |                                                                                   |                                                                                   |                                                                        |                                      |                                                     |                                                     |                                                                                 |                                                                                 |                                                            |                                                                  |                                                                           |                                                                           |                                                                                  |                                                                                              |                                                                                              |                                                                     | | | | | |                                                              |                                                                   |                                                                   |                  |        |        |
|                      |                      |                     |                     |                                                         |                                                         |                                                                          |                                                                          |                                                                   |                                                                   |                                                                                   |                                                                                   |                                                                        |                                      |                                                     |                                                     |                                                                                 |                                                                                 |                                                            |                                                                  |                                                                           |                                                                           |                                                                                  |                                                                                              |                                                                                              |                                                                     | | | | Ignazio, IV principe di Trabia (1693-1753) Giovanna Lanza Castello, principessa di Santo Stefano e duchessa di Camastra          | Ignazio, IV principe di Trabia (1693-1753) Giovanna Lanza Castello, principessa di Santo Stefano e duchessa di Camastra | Luisa Pietro Gaetani e Beccadelli, principe di Cassaro       | Luisa Pietro Gaetani e Beccadelli, principe di Cassaro            | Eleonora, monaca                                                  | Eleonora, monaca | Nicolò | Nicolò |
|                      |                      |                     |                     |                                                         |                                                         |                                                                          |                                                                          |                                                                   |                                                                   |                                                                                   |                                                                                   |                                                                        |                                      |                                                     |                                                     |                                                                                 |                                                                                 |                                                            |                                                                  |                                                                           |                                                                           |                                                                                  |                                                                                              |                                                                                              |                                                                     | | | | | |                                                              |                                                                   |                                                                   |                  |        |        |
|                      |                      |                     |                     |                                                         |                                                         |                                                                          |                                                                          |                                                                   |                                                                   |                                                                                   |                                                                                   |                                                                        |                                      |                                                     |                                                     |                                                                                 |                                                                                 |                                                            |                                                                  |                                                                           |                                                                           |                                                                                  |                                                                                              |                                                                                              |                                                                     | | | | | |                                                              |                                                                   |                                                                   |                  |        |        |
|                      |                      |                     |                     |                                                         |                                                         |                                                                          |                                                                          |                                                                   |                                                                   |                                                                                   |                                                                                   |                                                                        |                                      |                                                     |                                                     |                                                                                 |                                                                                 |                                                            |                                                                  |                                                                           |                                                                           |                                                                                  |                                                                                              |                                                                                              |                                                                     | Giuseppe, V principe di Trabia (1719-1783) I Beatrice Branciforte e Branciforte, II Orietta Stella Valguarnera | Giuseppe, V principe di Trabia (1719-1783) I Beatrice Branciforte e Branciforte, II Orietta Stella Valguarnera | Pietro | Pietro | Antonino, vescovo di Girgenti (1728-1775)                                                                               | Antonino, vescovo di Girgenti (1728-1775)                    | Lucrezia († 1776) Giuseppe del Bosco Benso, principe di Belvedere | Lucrezia († 1776) Giuseppe del Bosco Benso, principe di Belvedere |                  |        |        |
|                      |                      |                     |                     |                                                         |                                                         |                                                                          |                                                                          |                                                                   |                                                                   |                                                                                   |                                                                                   |                                                                        |                                      |                                                     |                                                     |                                                                                 |                                                                                 |                                                            |                                                                  |                                                                           |                                                                           |                                                                                  |                                                                                              |                                                                                              |                                                                     | | | | | |                                                              |                                                                   |                                                                   |                  |        |        |
|                      |                      |                     |                     |                                                         |                                                         |                                                                          |                                                                          |                                                                   |                                                                   |                                                                                   |                                                                                   |                                                                        |                                      |                                                     |                                                     |                                                                                 |                                                                                 |                                                            |                                                                  |                                                                           |                                                                           |                                                                                  |                                                                                              |                                                                                              |                                                                     | | | | | |                                                              |                                                                   |                                                                   |                  |        |        |
|                      |                      |                     |                     |                                                         |                                                         |                                                                          |                                                                          |                                                                   |                                                                   |                                                                                   |                                                                                   |                                                                        |                                      |                                                     |                                                     |                                                                                 |                                                                                 |                                                            |                                                                  | II Ignazio, VI principe di Trabia (1758-1784) Rosalia di Napoli Bonfiglio | II Ignazio, VI principe di Trabia (1758-1784) Rosalia di Napoli Bonfiglio | II Pietro, VII principe di Trabia (1759-1811) Anna Maria Branciforte Valguarnera | II Pietro, VII principe di Trabia (1759-1811) Anna Maria Branciforte Valguarnera             | II Ottavio                                                                                   | II Ottavio                                                          | II Giovanna, monaca                                                                                            | II Giovanna, monaca                                                                                            | II Concetta, monaca | II Concetta, monaca | II Luisa Saverio Oneto Gravina, duca di Sperlinga                                                                       | II Luisa Saverio Oneto Gravina, duca di Sperlinga            | II Maria, monaca                                                  | II Maria, monaca                                                  |                  |        |        |
|                      |                      |                     |                     |                                                         |                                                         |                                                                          |                                                                          |                                                                   |                                                                   |                                                                                   |                                                                                   |                                                                        |                                      |                                                     |                                                     |                                                                                 |                                                                                 |                                                            |                                                                  |                                                                           |                                                                           |                                                                                  |                                                                                              |                                                                                              |                                                                     | | | | | |                                                              |                                                                   |                                                                   |                  |        |        |
|                      |                      |                     |                     |                                                         |                                                         |                                                                          |                                                                          |                                                                   |                                                                   |                                                                                   |                                                                                   |                                                                        |                                      |                                                     |                                                     |                                                                                 |                                                                                 |                                                            |                                                                  |                                                                           |                                                                           |                                                                                  |                                                                                              |                                                                                              |                                                                     | | | | | |                                                              |                                                                   |                                                                   |                  |        |        |
|                      |                      |                     |                     |                                                         |                                                         |                                                                          |                                                                          |                                                                   |                                                                   |                                                                                   |                                                                                   |                                                                        |                                      |                                                     |                                                     | Giuseppe, VII principe di Trabia (1780-1855) Stefania Branciforte e Branciforte | Giuseppe, VII principe di Trabia (1780-1855) Stefania Branciforte e Branciforte |                                                            |                                                                  |                                                                           |                                                                           |                                                                                  | Ignazio, conte di Sommatino (1781-1837) Vittoria Filangieri Pignatelli, principessa di Mirto | Ignazio, conte di Sommatino (1781-1837) Vittoria Filangieri Pignatelli, principessa di Mirto | Teresa, monaca                                                      | Teresa, monaca                                                                                                 | Lucrezia (1794-?) Calogero del Bosco Morreale, duca di Castrofilippo                                           | Lucrezia (1794-?) Calogero del Bosco Morreale, duca di Castrofilippo                                                             | Francesco Paolo, conte Lanza Marianna Pignatelli Aragona Cortés Farina                                                           | Francesco Paolo, conte Lanza Marianna Pignatelli Aragona Cortés Farina                                                  |                                                              |                                                                   |                                                                   |                  |        |        |
|                      |                      |                     |                     |                                                         |                                                         |                                                                          |                                                                          |                                                                   |                                                                   |                                                                                   |                                                                                   |                                                                        |                                      |                                                     |                                                     |                                                                                 |                                                                                 |                                                            |                                                                  |                                                                           |                                                                           |                                                                                  |                                                                                              |                                                                                              |                                                                     | | | | | |                                                              |                                                                   |                                                                   |                  |        |        |
|                      |                      |                     |                     |                                                         |                                                         |                                                                          |                                                                          |                                                                   |                                                                   |                                                                                   |                                                                                   |                                                                        |                                      |                                                     |                                                     |                                                                                 |                                                                                 |                                                            |                                                                  |                                                                           |                                                                           |                                                                                  |                                                                                              |                                                                                              |                                                                     | | | | | |                                                              |                                                                   |                                                                   |                  |        |        |
|                      |                      |                     |                     |                                                         |                                                         |                                                                          |                                                                          |                                                                   |                                                                   |                                                                                   | Pietro, IX principe di Trabia (1813-1855) Eleonora Spinelli Caracciolo            | Pietro, IX principe di Trabia (1813-1855) Eleonora Spinelli Caracciolo | Teresa (1819-1843) Michele Spadafora | Teresa (1819-1843) Michele Spadafora                | Francesco Paolo (1820-?)                            | Francesco Paolo (1820-?)                                                        | Beatrice (1825-1900) Lorenzo Mastrogiovanni Tasca Nicolosi                      | Beatrice (1825-1900) Lorenzo Mastrogiovanni Tasca Nicolosi | Emanuele, conte di Mazzarino (1827-1876) Olivia Mantegna Alliata | Emanuele, conte di Mazzarino (1827-1876) Olivia Mantegna Alliata          | Niccolò Placido (1835-?)                                                  | Niccolò Placido (1835-?)                                                         | Ramo dei Principi di Mirto                                                                   | Ramo dei Principi di Mirto                                                                   |                                                                     | | | | | |                                                              |                                                                   |                                                                   |                  |        |        |
|                      |                      |                     |                     |                                                         |                                                         |                                                                          |                                                                          |                                                                   |                                                                   |                                                                                   |                                                                                   |                                                                        |                                      |                                                     |                                                     |                                                                                 |                                                                                 |                                                            |                                                                  |                                                                           |                                                                           |                                                                                  |                                                                                              |                                                                                              |                                                                     | | | | | |                                                              |                                                                   |                                                                   |                  |        |        |
|                      |                      |                     |                     |                                                         |                                                         |                                                                          |                                                                          |                                                                   |                                                                   |                                                                                   |                                                                                   |                                                                        |                                      |                                                     |                                                     |                                                                                 |                                                                                 |                                                            |                                                                  |                                                                           |                                                                           |                                                                                  |                                                                                              |                                                                                              |                                                                     | | | | | |                                                              |                                                                   |                                                                   |                  |        |        |
|                      |                      |                     |                     |                                                         |                                                         | Giuseppe, X principe di Trabia (1833-1868) Sofia Galeotti                | Giuseppe, X principe di Trabia (1833-1868) Sofia Galeotti                |                                                                   |                                                                   | Francesco, I principe Lanza di Scalea (1834-1919) Rosa Mastrogiovanni Tasca Lanza | Francesco, I principe Lanza di Scalea (1834-1919) Rosa Mastrogiovanni Tasca Lanza | Corrado (1839-1913) Rosa Lopez                                         | Corrado (1839-1913) Rosa Lopez       | Blasco (1840-1908 ca.) Teresa Notarbartolo Fardella | Blasco (1840-1908 ca.) Teresa Notarbartolo Fardella | Stefania (1842-1925) Gaetano Monroy, principe di Belmonte                       | Stefania (1842-1925) Gaetano Monroy, principe di Belmonte                       |                                                            | (con discendenza)                                                | (con discendenza)                                                         |                                                                           |                                                                                  |                                                                                              |                                                                                              |                                                                     | | | | | |                                                              |                                                                   |                                                                   |                  |        |        |
|                      |                      |                     |                     |                                                         |                                                         |                                                                          |                                                                          |                                                                   |                                                                   |                                                                                   |                                                                                   |                                                                        |                                      |                                                     |                                                     |                                                                                 |                                                                                 |                                                            |                                                                  |                                                                           |                                                                           |                                                                                  |                                                                                              |                                                                                              |                                                                     | | | | | |                                                              |                                                                   |                                                                   |                  |        |        |
|                      |                      |                     |                     |                                                         |                                                         |                                                                          |                                                                          |                                                                   |                                                                   |                                                                                   |                                                                                   |                                                                        |                                      |                                                     |                                                     |                                                                                 |                                                                                 |                                                            |                                                                  |                                                                           |                                                                           |                                                                                  |                                                                                              |                                                                                              |                                                                     | | | | | |                                                              |                                                                   |                                                                   |                  |        |        |
|                      |                      |                     |                     | Pietro, XI principe di Trabia (1862-1929) Giulia Florio | Pietro, XI principe di Trabia (1862-1929) Giulia Florio | Ottavio, XII principe di Trabia (1863-1938) Rose-Blanche Ney d'Elchingen | Ottavio, XII principe di Trabia (1863-1938) Rose-Blanche Ney d'Elchingen | Maria (1866-1949) Carlo Giustiniani Bandini, principe             | Maria (1866-1949) Carlo Giustiniani Bandini, principe             | Ramo dei Principi Lanza di Scalea ·                                               | Ramo dei Principi Lanza di Scalea ·                                               |                                                                        |                                      | (con discendenza)                                   | (con discendenza)                                   |                                                                                 |                                                                                 |                                                            |                                                                  |                                                                           |                                                                           |                                                                                  |                                                                                              |                                                                                              |                                                                     | | | | | |                                                              |                                                                   |                                                                   |                  |        |        |
|                      |                      |                     |                     |                                                         |                                                         |                                                                          |                                                                          |                                                                   |                                                                   |                                                                                   |                                                                                   |                                                                        |                                      |                                                     |                                                     |                                                                                 |                                                                                 |                                                            |                                                                  |                                                                           |                                                                           |                                                                                  |                                                                                              |                                                                                              |                                                                     | | | | | |                                                              |                                                                   |                                                                   |                  |        |        |
|                      |                      |                     |                     |                                                         |                                                         |                                                                          |                                                                          |                                                                   |                                                                   |                                                                                   |                                                                                   |                                                                        |                                      |                                                     |                                                     |                                                                                 |                                                                                 |                                                            |                                                                  |                                                                           |                                                                           |                                                                                  |                                                                                              |                                                                                              |                                                                     | | | | | |                                                              |                                                                   |                                                                   |                  |        |        |
| Giuseppe (1889-1927) | Giuseppe (1889-1927) | Ignazio (1890-1917) | Ignazio (1890-1917) | Manfredi (1894-1918)                                    | Manfredi (1894-1918)                                    | Sofia (1896-1984) Giangiacomo Borghese                                   | Sofia (1896-1984) Giangiacomo Borghese                                   | Giovanna (1897-1985) Ugo Moncada Valguarnera, principe di Paternò | Giovanna (1897-1985) Ugo Moncada Valguarnera, principe di Paternò |                                                                                   |                                                                                   |                                                                        |                                      |                                                     |                                                     |                                                                                 |                                                                                 |                                                            |                                                                  |                                                                           |                                                                           |                                                                                  |                                                                                              |                                                                                              |                                                                     | | | | | |                                                              |                                                                   |                                                                   |                  |        |        |

III linea dei Lanza dei Principi di Trabia (Principi Lanza di Scalea)
|                                   |                                   |                                        | | |                                                    |                                                    |                                                    |                                                                                   |                                                                                   |                                                           |                                                           |                                                                                   |                                                |                                                |                                         |                                         |                                         |                                         |
|                                   |                                   |                                        | | |                                                    |                                                    |                                                    |                                                                                   |                                                                                   |                                                           |                                                           | Francesco, I principe Lanza di Scalea (1834-1919) Rosa Mastrogiovanni Tasca Lanza |                                                |                                                |                                         |                                         |                                         |                                         |
|                                   |                                   |                                        | | |                                                    |                                                    |                                                    |                                                                                   |                                                                                   |                                                           |                                                           |                                                                                   |                                                |                                                |                                         |                                         |                                         |                                         |
|                                   |                                   |                                        | | |                                                    |                                                    |                                                    |                                                                                   |                                                                                   |                                                           |                                                           |                                                                                   |                                                |                                                |                                         |                                         |                                         |                                         |
|                                   |                                   |                                        | | |                                                    |                                                    |                                                    | Pietro, II principe Lanza di Scalea (1863-1938) Dorotea Fardella Paternò Castello | Pietro, II principe Lanza di Scalea (1863-1938) Dorotea Fardella Paternò Castello | Eleonora (1865-1887) Federico Pignatelli d'Aragona Cortés | Eleonora (1865-1887) Federico Pignatelli d'Aragona Cortés | Lucio (1866-?) Antonietta Mortillaro                                              | Lucio (1866-?) Antonietta Mortillaro           |                                                | Giuseppe (1870-1929) Valentine Rousseau | Giuseppe (1870-1929) Valentine Rousseau | Nicolò Placido (1875-1934) Annita Drogo | Nicolò Placido (1875-1934) Annita Drogo |
|                                   |                                   |                                        | | |                                                    |                                                    |                                                    |                                                                                   |                                                                                   |                                                           |                                                           |                                                                                   |                                                |                                                |                                         |                                         |                                         |                                         |
|                                   |                                   |                                        | | |                                                    |                                                    |                                                    |                                                                                   |                                                                                   |                                                           |                                                           |                                                                                   |                                                |                                                |                                         |                                         |                                         |                                         |
|                                   |                                   |                                        | Francesco Giuseppe, III principe Lanza di Scalea e XIII principe di Trabia (1890-1954) Teresa De Luca | Francesco Giuseppe, III principe Lanza di Scalea e XIII principe di Trabia (1890-1954) Teresa De Luca | Rosa (1892-1967) Antonio Spalletti Trivelli, conte | Rosa (1892-1967) Antonio Spalletti Trivelli, conte | Maria Concetta (1894-1972) Alessandro d'Alessandro | Maria Concetta (1894-1972) Alessandro d'Alessandro                                | Beatrice (1895-1976) Giuseppe Spadafora                                           | Beatrice (1895-1976) Giuseppe Spadafora                   | Giulia (1899-1976)                                        | Giulia (1899-1976)                                                                | Maria (1900-1986) Michele de Stefani Spadafora | Maria (1900-1986) Michele de Stefani Spadafora | (con discendenza)                       | (con discendenza)                       |                                         |                                         |
|                                   |                                   |                                        | | |                                                    |                                                    |                                                    |                                                                                   |                                                                                   |                                                           |                                                           |                                                                                   |                                                |                                                |                                         |                                         |                                         |                                         |
|                                   |                                   |                                        | | |                                                    |                                                    |                                                    |                                                                                   |                                                                                   |                                                           |                                                           |                                                                                   |                                                |                                                |                                         |                                         |                                         |                                         |
| Giuseppe (1932) Fortunata Balsano | Giuseppe (1932) Fortunata Balsano | Manfredi (1937-1995) Concetta de Arena | Manfredi (1937-1995) Concetta de Arena                                                                | Dorotea (1939) Ennio Fabbris                                                                          | Dorotea (1939) Ennio Fabbris                       | Pietro (1942) Lucina Titone                        | Pietro (1942) Lucina Titone                        |                                                                                   |                                                                                   |                                                           |                                                           |                                                                                   |                                                |                                                |                                         |                                         |                                         |                                         |
|                                   |                                   |                                        | | |                                                    |                                                    |                                                    |                                                                                   |                                                                                   |                                                           |                                                           |                                                                                   |                                                |                                                |                                         |                                         |                                         |                                         |
|                                   |                                   |                                        | | |                                                    |                                                    |                                                    |                                                                                   |                                                                                   |                                                           |                                                           |                                                                                   |                                                |                                                |                                         |                                         |                                         |                                         |
|                                   |                                   | (con discendenza)                      | (con discendenza)                                                                                     | |                                                    | (con discendenza)                                  | (con discendenza)                                  |                                                                                   |                                                                                   |                                                           |                                                           |                                                                                   |                                                |                                                |                                         |                                         |                                         |                                         |